# Бернат, Антония
Анто́ния Берна́т (англ. Antonia Bernath) — английская актриса.

## Краткие сведения
Родилась в Уилтшире, церемониальном графстве на юге Англии в составе региона Юго-Западная Англия. Она обучалась в школе Godolphin School, затем в Кембриджском университете. По данным, опубликованным на сайте IMDb, Антония Бернат снялась в 12 фильмах.

## Фильмография
1. 2003 — Monarch of the Glen
2. 2004 — The Afternoon Play
3. 2004—2007 — Holby City
4. 2005 — Элвис
5. 2005 — Кисна: Защищая свою любовь
6. 2006 — Heartbeat
7. 2007 — Одноклассницы
8. 2009 — Old Harry
9. 2009 — Троица
10. 2009 — Кукушка
11. 2009 — Бойня
12. 2009 — Гол 3
13. 2015 — Диккенсиана — Салли Компейсон